# Jabes de Galaad

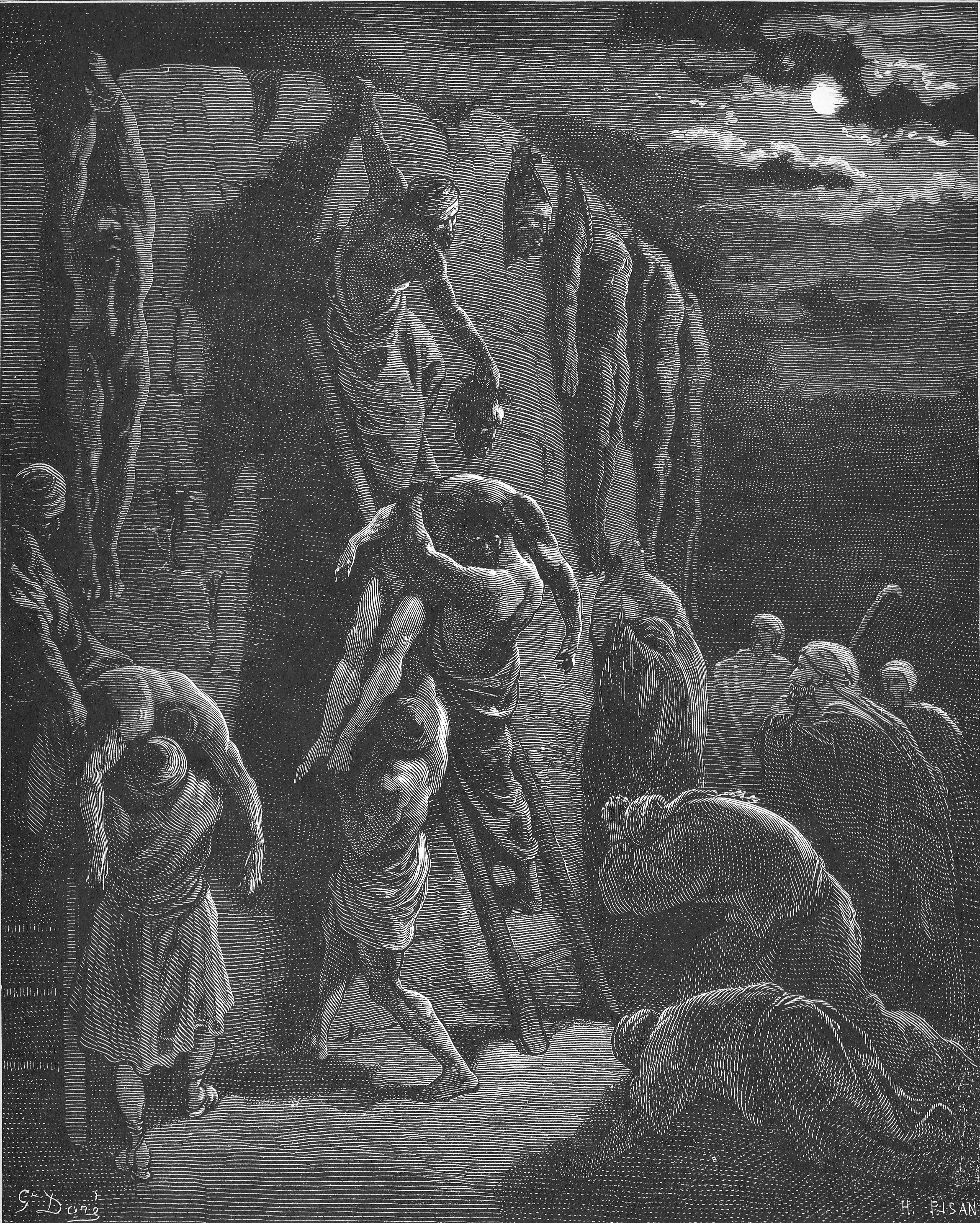
Los habitantes de Jabes de Galaad recuperan los cuerpos de Saúl y sus hijos.

Jabes de Galaad es un lugar bíblico, mencionado en el Libro Genesis 31:43-47 del Antiguo Testamento, que relata como este término se deriva de dos palabras: Labán y Jacob, tío y sobrino, respectivamente, se reconcilian después de que Jacob huyera con sus hijas de Labán y juntan en un montón de piedras a las que Labán llama en su idioma, arameo (caldeo), Jegar Sahaduta, y Jacob llama Galaad.
También se menciona en 1Samuel 31:11 que los habitantes de Jabés de Galaad caminaron toda la noche hacia Bestán para tomar el cuerpo de Saúl y sus hijos para incinerarlos y enterrar sus huesos a la sombra del tamarisco de Jabés.

## Etimología
Después de que Jacob trabajase para su suegro durante catorce años, decide salir de su presencia para seguir una vida libre junto a sus esposas. Su suegro le intercepta en las montañas de Galaad, para lo cual Dios había hablado en sueños a Labán, para que se abstuviera de tratar mal a Jacob. Después de confesarle esto a Jacob, éste toma valor y hacen un pacto, levantando Piedras de testimonio, una tradición ancestral, con la cual los pueblos semíticos honraban a sus dioses.
El origen de estas palabras está en las Lenguas semíticas, principalmente en el caldeo, arameo e hebreo.

### Jegar Sajaduta
- Jegar; palabra de origen caldeo, que en arameo significa "reunir", "reunión" o "juntar".

Esta palabra tiene variantes tales como son:
- sajaduta (saéd); que significa testificar, testigo,(mi) testimonio, récord o archivo.

Esta palabra tiene variantes de escritura, ambas son raíces que ya no se usan.

### Yabésh Galaad
- Yabésh; esta palabra puede significar, dependiendo de su variante.

1. estar avergonzado, confuso o desilusionado.
2. fracasando, secarse (líquido), marchitarse (vegetal).
3. o mermarse, extinguir.
4. seco, secar, destruir, confundir, avergonzar, marchitar.
5. lugar seco, dolor.

- Jabes es la misma región de Mizpa.

- Galaad;(hebreo:Galed ,"Montón del Testimonio") .

1. La región de Galaad se conocía como Transjordania, que estaba dividida en tres partes: la parte plana, el monte de Galaad y Basán.

Y puede significar lo siguiente:
1. Montón de piedras conmemorativas, montón de piedras y majano de piedras.

Esta a su vez, se forma de dos palabras; que significan:
1. Una pila de piedras o estiércol

1. Algo que rueda, o vibra, como el agua, fuente, etc.

1. Testimonio, príncipe, archivo .

## Historia de Jabes Galaad
Lo que se puede saber de Jabes Galaad, según la Biblia es lo siguiente;
Genesis 31 nos cuenta, esta parte de la historia de Jacob, quien de acuerdo al libro, al parecer los hijos de Labán y este mismo, lo veían con recelo, o posiblemente coraje o envidia.
Así pues, Jacob decidió hablar con sus esposas y huir de la presencia de Labán por orden de Dios.
- Huida de Jacob.

Los versículos de Genesis 31:17-21 nos dicen que Jacob tomó a sus esposas y se dirigió a Padán-aram a la tierra de su padre Isaac, Canaán.
Mientras tanto Raquel una de sus mujeres, le roba los ídolos a su padre, llevándoselos en el camino(supuestamente quien llevaba los ídolos de la casa, llevaba la protección de estos dioses).
- Labán busca a Jacob.

Labán, fue avisado de que Jacob había escapado, Dios se le revela en sueños, diciéndole
«¡Ten Cuidado con amenazar a Jacob!» .
Fue en las montañas de Galaad, cuando después de siete días lo alcanza, discuten, y Labán, le confiesa a Jacob, lo que Dios le había dicho. Jacob adquiere valor en ese lugar, y establecen un pacto, que Jacob levantó a modo de Estela ,o Piedras conmemorativas. .
Fue en esa región de Palestina a la que pusieron los nombres de Jegar saduta, Jabes Galaad y Mizpa (Observatorio militar, atalaya, o Torre del vigía).

### Tribus que la habitaron
Aunque no se saben exactamente todas las tribus que habitaron Jabes Galaad, sí se sabe que en su mayoría después de este incidente, la habitaron los hijos de Rubén, Gad y la media tribu de Manasés.Números,Deuteronomio 3:12-13.

### El levita y su concubina
El Libro de los Jueces Jueces 19-21, del capítulo 19 al 21, narra la historia, de un levita, el cual su concubina de Belén, fue a buscar a su mujer que le había sido infiel. Su suegro le había pedido varios días que se quedara, al quinto día, el levita salió de la casa de su suegro con su mujer, en el camino ya estaba oscuro, así que decido pedir posada en una casa.
El mesonero les permitió pernoctar pero los benjaminitas, al ver al extranjero (el levita), quisieron violarlo. El dueño de la casa, les dijo que tenía una hija virgen, pero los benjaminitas, no la quisieron, lo que hizo el levita, fue ofrecerles a su concubina y la sacó a la calle, estos hombres, la violaron toda la noche, no se sabe cuántos fueron. Al llegar la madrugada, ella se desplomó en la puerta, ya estaba muerta, el levita creyendo que solo estaba cansada, la regaña, para que se levante, ella no responde, él se da cuenta y la sube sobre su burro, después el levita la corta en doce pedazos, y manda cada pedazo, en las regiones de Israel.

#### La batalla de Israel
Jueces 20
Al saber los israelitas que sus hermanos los benjaminitas habían hecho esa calamidad, se juntaron 400,000 hombres para pelear. En los días que duró la pelea murieron alrededor de 25,100 benjaminitas, y 40,300 hombres de las otras tribus de Israel

#### El arrepentimiento
Jueces 21
Después de pasada la pelea, todos los israelitas se reunieron en Mizpa (Jabes de galaad) , a llorar la muerte de sus hermanos quienes se habían jurado no darle mujeres de sus propias tribus por esposas por el mal que habían hecho, de ahí ofrecieron Holocaustos y Sacrificios de comunión a Dios por los hechos.
Esto fue hecho en Betel (casa de Dios) y para no dejar que una de sus tribus desapareciera (la de Benjamín), preguntaron quién de sus hermanos no fueron a la guerra, y contestaron que los de Jabes Galaad no se habían enlistado, así que fueron los israelitas a castigar a todos los de Jabes Galaad, matando animales, mujeres, hombres, ancianos y niños, dejando sólo a las mujeres vírgenes, un total de 400, fueron las que les consiguieron como esposas, después pensaron: Ahora bien: Cada año hay una fiesta solemne de Jehová en Silo, que está al norte de Betel y al lado oriental del camino que sube de Betel a Siquem, y al sur de Lebona.
Y así mandaron, a los hijos de Benjamín a buscar esposas en las fiestas de Jehová, este pasaje termina diciendo:
En aquellos días no había rey en Israel y cada cual hacía lo que bien le parecía.

## Primer libro de Samuel
En el Primer Libro de Samuel 11:1-11 nos dice que el Rey Amonita Najas, atacó Jabes Galaad; al oír de esto, el rey Saúl , defendió a los jabegalaaditas.
En este mismo libro también nos dice que Saúl fue muerto en la batalla de Guilboa, y que los habitantes de Jabes Galaad, fueron y rescataron los cuerpos de sus hijos y de Saúl,
Los cuerpos fueron colgados en el muro de Bet-san, en el templo de Astoret , las cabezas fueron colgadas en el templo de Dagón el dios pez, y las armas de él y sus hijos en los templos de los otros dioses..
- En Segunda de Samuel 2:4-7, El rey David recompensa a los jabitas por su valentía, y ahí en ese mismo capítulo es escogido David como rey.